# Nabil Barakati
Pour les articles homonymes, voir Barakati.
Nabil Barakati (arabe : نبيل بركاتي), né le 31 mai 1961 à Gaâfour et assassiné le 8 mai 1987 à Gaâfour, est un syndicaliste et militant du Parti communiste des ouvriers de Tunisie (PCOT).

## Biographie
Nabil Barakati, instituteur de profession, originaire de Gaâfour dans le gouvernorat de Siliana, est aussi syndicaliste et militant au sein du PCOT.
Il est arrêté le 29 avril 1987 à Gaâfour à la suite de la diffusion de tracts dénonçant le régime du président Habib Bourguiba et la répression des libertés démocratiques. Il est conduit au poste de police de Gaâfour où il est torturé à mort afin d'obtenir en vain des informations sur ses compagnons.
Son cadavre est retrouvé près de la voie ferrée à Gaâfour, avec une balle à la tête et un revolver près de lui afin de faire croire qu'il s'agit d'un suicide,. Après la découverte de ce crime, les habitants de la ville se révoltent, conduisant à l'instauration d'un couvre-feu d'une quinzaine de jours. Afin de calmer les esprits, le ministre de l'Intérieur de l'époque, Zine el-Abidine Ben Ali, ordonne l'arrestation du chef du poste de police. En 1991, ce dernier est jugé avec deux de ses collègues pour abus de pouvoir ; ils écopent respectivement d'une peine de cinq ans de prison ferme pour le premier et de trois ans pour les deux autres.
Nabil Barakati est inhumé au cimetière de Gaâfour connu sous le nom de cimetière Al-Barakta. Sa mort intervient quelques mois avant le coup d'État du 7 novembre 1987 qui voit l'arrivée au pouvoir de Ben Ali.

## Hommage
En 1994, la date de l'assassinat de Nabil Barakati est devenue, sur proposition de Moncef Marzouki, une journée nationale officieuse de lutte contre la torture. Durant cette journée, des militants du PCOT et des défenseurs des droits de l'homme se donnent rendez-vous au cimetière de Gaâfour pour rendre hommage au défunt.
Le 12 mai 2012, dans le cadre des festivités de commémoration de l'assassinat de Nabil Barakati, Marzouki, devenu président après la révolution de 2011, se recueille sur la tombe du militant et s'engage à faire son possible afin que la journée du 8 mai soit proclamée officiellement journée nationale contre la torture ; il est alors accompagné de Hamma Hammami, secrétaire général du PCOT, et Hattab Barakati, cousin de Nabil et membre de l'assemblée constituante,.